# Larry Hogan
Lawrence Joseph "Larry" Hogan, Jr. (nascido em 25 de maio de 1956) mais conhecido como Larry Hogan é um político estadunidense com base eleitoral na Maryland, foi o 62º governador de seu estado entre 2015 e 2023, Hogan é membro do Partido Republicano.